# Cerocala contraria
Cerocala contraria  là một loài bướm đêm trong họ Erebidae.